# زويا بولغاكوفا
زويا بولغاكوفا (بالروسية: Зоя Фёдоровна Булгакова) (مواليد 24 ديسمبر 1914 في نوفوسيبيرسك - 3 فبراير 2017)، هي ممثلة روسية بدأ مسيرته الفنية عام 1930. بدأت تمثيلها على مسرح غلوبوس للشبيبة، وكان يُسمى حينها مسرح «المشاهد الفتي». مثلت زويا أكثر من 70 دوراً على المسرح.